# I Knew I Loved You
"I Knew I Loved You" és el segon senzill de l'àlbum Affirmation, segon i darrer disc d'estudi de Savage Garden.
El senzill va romandre durant quatre setmanes en el primera posició de la llista de senzills estatunidenca, esdevenint el segon senzill del grup en aconseguir-ho després de "Truly Madly Deeply". A la resta del món destaquen la tercera posició a Nova Zelanda i Suècia, la quarta a Austràlia i la desena al Regne Unit. El videoclip fou dirigit per Kevin Bray i filmat en el Metro de Nova York amb la col·laboració de Kirsten Dunst.
Els cantants Daryle Singletary i Edison Chen van versionar la cançó en els seus àlbums els anys 2000 i 2002 respectivament.

## Llista de cançons
| CD1 1. "I Knew I Loved You" – 4:12 2. "I Knew I Loved You" (versió ràdio) – 3:49 CD2 1. "I Knew I Loved You" – 4:12 2. "I Knew I Loved You" (versió instrumental llarga) – 5:06 3. "I Knew I Loved You" (Daniel's Remix) – 4:19 4. "Mine (And You Could Be)" – 4:29 Maxi-CD 1. "I Knew I Loved You" – 4:12 2. "I Knew I Loved You" (versió ràdio) – 3:49 3. "I Knew I Loved You" (versió acústica) – 4:08 Doble Cara-A 1. "Last Christmas" – 4:48 2. "I Knew I Loved You" – 4:12 | CD1 1. "I Knew I Loved You" – 4:12 2. "I Knew I Loved You" (versió acústica) – 4:08 3. "Mine (And You Could Be)" – 4:29 CD2 1. "I Knew I Loved You" (versió ràdio) – 3:49 2. "I Knew I Loved You" (club mix) – 8:26 3. "Universe" – 4:20 Casset 1. "I Knew I Loved You" − 4:10 2. "I Knew I Loved You" (versió acústica) − 4:06 1. "I Knew I Loved You" – 4:12 2. "I Knew I Loved You"(7" Mini-Me Remix) – 4:17 1. "I Knew I Loved You" – 4:12 2. "I Knew I Loved You" (versió acústica) – 4:08 |